# Tarbucka (vrch)
Tarbucka (277,5 m n. m.) je vrch ve Východoslovenské nížině, v geomorfologickém podcelku Medzibodrocké pláňavy.
Nachází se nad obcí Malý Kamenec, východně od Středy nad Bodrogom a je součástí výrazné pahorkatiny sopečného původu Tarbucka. Jeho stráně jsou porostlé zejména akátem, vrcholová část má travnatý charakter.